# Andrea Milani Comparetti
Andrea Milani Comparetti (Firenze, 19 giugno 1948 – Ghezzano, 28 novembre 2018) è stato un matematico e astronomo italiano.

## Biografia
Il padre, Adriano Milani Comparetti, fu un neuropsichiatra pioniere nella riabilitazione neuropsichiatrica infantile, suo zio fu Don Lorenzo Milani, un suo bisnonno fu Luigi Adriano Milani, numismatico e filologo, mentre tra i suoi trisnonni vi erano Domenico Comparetti, filologo, papirologo ed epigrafista ed Elena Raffalovich, pedagogista.
Dopo il diploma al Liceo Carducci, nel 1970 si laureò in matematica all'Università di Milano, perfezionandosi in seguito presso la Scuola normale di Pisa. 
Divenne poi docente all'Università di Pisa. Fu membro della SIMCA (Società Italiana di Meccanica Celeste e Astrodinamica) e dell'Unione Astronomica Internazionale, dove partecipò ai lavori della Sezione I, Commissione 7 e della Sezione III, Commissioni 15 e 20. Fece parte inoltre del comitato che studia i pericoli derivanti da possibili impatti di corpi celesti con la Terra. Era appassionato ed esperto di metallurgia e storia della Russia, e per hobby si dilettava a scrivere storie di fantascienza. 
È deceduto il 28 novembre 2018.

## Carriera
Milani Comparetti si occupò specialmente di meccanica celeste, interessandosi in questo ambito di asteroidi, in particolare dei NEO, e di comete.
Un suo speciale interesse fu la prevenzione di possibili impatti di corpi cosmici con la Terra, a tale fine si occupò del programma informatico Clomon-2.
Tra i suoi studi è da segnalare la preparazione di esperimenti per la verifica delle tesi di Church-Turing tramite le onde radio da effettuare con la sonda BepiColombo, in corso .

## Riconoscimenti
Nel 1991 gli è stato dedicato l'asteroide 4701 Milani.
Nel 2010 gli è stato riconosciuto il Brouwer Award assegnato dalla Division on Dynamical Astronomy della American Astronomical Society.
Nel 2016 gli è stato assegnato il Premio GAL Hassin .
Nel 2024 partirà la missione Hera sulla quale viaggeranno due CubeSat, uno dei quali porta il suo nome.